# Tauroscopa lachnaea
Tauroscopa lachnaea là một loài bướm đêm trong họ Crambidae.